# Ein Nachtclub für Sarah Jane
Ein Nachtclub für Sarah Jane (engl. It All Came True) ist ein US-amerikanischer Spielfilm in schwarz-weiß aus dem Jahr 1940. Regie führte Lewis Seiler nach einem Drehbuch, das  Michael Fessier und Lawrence Kimble nach der Kurzgeschichte Better Than Life von Louis Bromfield schrieben. Die Hauptrollen spielten Ann Sheridan, Jeffrey Lynn und Humphrey Bogart.

## Handlung
Der Gangster und Nachtclubbesitzer Chips Maguire erschießt einen Mann und flieht vor der Polizei. Er versteckt sich unter dem Namen Grasselli in der Pension der Mutter seines Pianisten Tommy Taylor. Der Pension, die Mrs. Taylor zusammen mit ihrer Freundin Miss Flint betreibt, droht das Ende, weil die beiden Damen ihre Bankschulden nicht begleichen können. Maguire  begleicht die Schulden und macht aus der altmodischen Pension einen Nachtclub im Retro-Look, in dem Pianist Tommy mit seiner Freundin Sarah Jane die Stars des Programms sind.

## Hintergründe
Ein Nachtclub für Sarah Jane hatte seine Premiere am 6. April 1940 und wurde von Warner Bros. vertrieben. Die deutsche Erstaufführung war am 17. Dezember 1982 im ZDF.

## Kritiken
Das Lexikon des internationalen Films meinte: „Kriminalfilm mit märchenhaften Zügen, in dem Humphrey Bogart das Bild des verbrecherischen Verlierers mit komödiantischen und warmherzigen Zügen aufbricht.“ Die Zeitschrift Cinema resümierte dagegen: „Keine Bogey-Perle“